# Niels Christian Christensen (Venstre)
 For alternative betydninger, se Niels Christian Christensen. (Se også artikler, som begynder med Niels Christian Christensen)
Niels Christian Christensen (født 19. marts 1896 i Holstebro, død 15. december 1983) var en dansk journalist, chefredaktør og politiker, der var medlem af Horsens Byråd og Folketinget for Venstre.
Niels Christian Christensen, der var søn af en murer, gik efter skolen i typograflære ved Holstebro Dagblad, men arbejdede aldrig som sådan. Fra 1918-1919 var han på et ophold på Askov Højskole. Han virkede fra 1916 som journalist ved Holstebro Dagblad, fra 1918 redaktionssekretær ved Langelands Avis og fra 1919 journalist ved Randers Dagblad. I 1925 blev han chefredaktør ved Skive Venstreblad inden han 1. juli 1934 kom til Horsens Folkeblad.
Som folkevalgt debuterede han i 1943, hvor han blev indvalgt i Horsens Byråd. Her sad han til 1950. Sideløbende blev han ved folketingsvalget 1945 valgt til Folketinget for Venstre i Vejle Amtskreds og sad i første omgang til 1950. Han var atter folketingsmedlem fra 22. september 1953 til 22. september 1964, denne gang i Ribe Amtskreds.
Derudover havde han forskellige tillidsposter internt i Venstre. Han var formand for Horsens Venstrevælgerforening og sekretær i bestyrelsen for Venstre i Skanderborg Amt.
Derudover sad han i bestyrelsen for den danske interparlamentariske gruppe og i Venstres Landsorganisations agitationsudvalg.
Niels Christian Christensen engagerede sig også i organisatorisk arbejde indenfor pressen. Han var således hovedbestyrelsesmedlem i Provinsjournalistforeningen 1922-1923, medlem af Det nordiske Samarbejdsudvalg for Bladudgivere, medlem af bestyrelsen for Danske Dagblades Fællesrepræsentation og medlem af bestyrelsen for Provinspressens Pensionsfond og næstformand i Organisationen af Bladudgivere i Provinsen.